# 紫湖镇
紫湖镇，是中华人民共和国江西省上饶市玉山县下辖的一个乡镇级行政单位。

## 行政区划
紫湖镇下辖以下地区：
紫湖村、土城村、建设村、川桥村、程村、大举村、凤叶村、张岭村和仓畈村。